# António Marto
António Augusto dos Santos Marto (Chaves, 5 mei 1947) is een Portugees geestelijke en een kardinaal van de Rooms-Katholieke Kerk.
António Augusto dos Santos Marto is de zoon van Serafim Augusto Marto en Maria da Purificação Correia dos Santos. Hij volgde het klein-seminarie van Vila Real en studeerde aan het groot-seminarie van Porto. Marto werd op 7 november 1971 priester gewijd. Hij vervolgde zijn studie aan de Pauselijke Universiteit Gregoriana in Rome. In 1977 keerde hij terug naar Portugal, waar hij theologie doceerde aan meerdere instellingen van hoger onderwijs.
Op 10 november 2000 werd Marto benoemd tot hulpbisschop van Braga en tevens tot titulair bisschop van Bladia; zijn bisschopswijding vond plaats op 11 februari 2001. Op 22 april 2004 werd hij benoemd tot bisschop van Viseu. Op 22 april 2006 volgde zijn benoeming tot bisschop van Leiria-Fátima.
Marto werd tijdens het consistorie van 28 juni 2018 kardinaal gecreëerd. Hij kreeg de rang van kardinaal-priester. Zijn titelkerk werd de Santa Maria sopra Minerva.
Marto ging op 28 januari 2022 met emeritaat.
- Gemeinsame Normdatei: 1193435463
- International Standard Name Identifier: 0000 0003 9522 7808
- Virtual International Authority File: 121541278
- WorldCat: E39PBJwxFy6F9FFjHgXfRvHcT3